# Zeeslag van Ognina
De Zeeslag van Ognina, ook genoemd Zeeslag bij Catania, vond plaats op 27 mei 1357. Het treffen vond plaats in de Baai van Catania bij het plaatsje Ognina, tegenwoordig een wijk van de stad Catania op Sicilië.

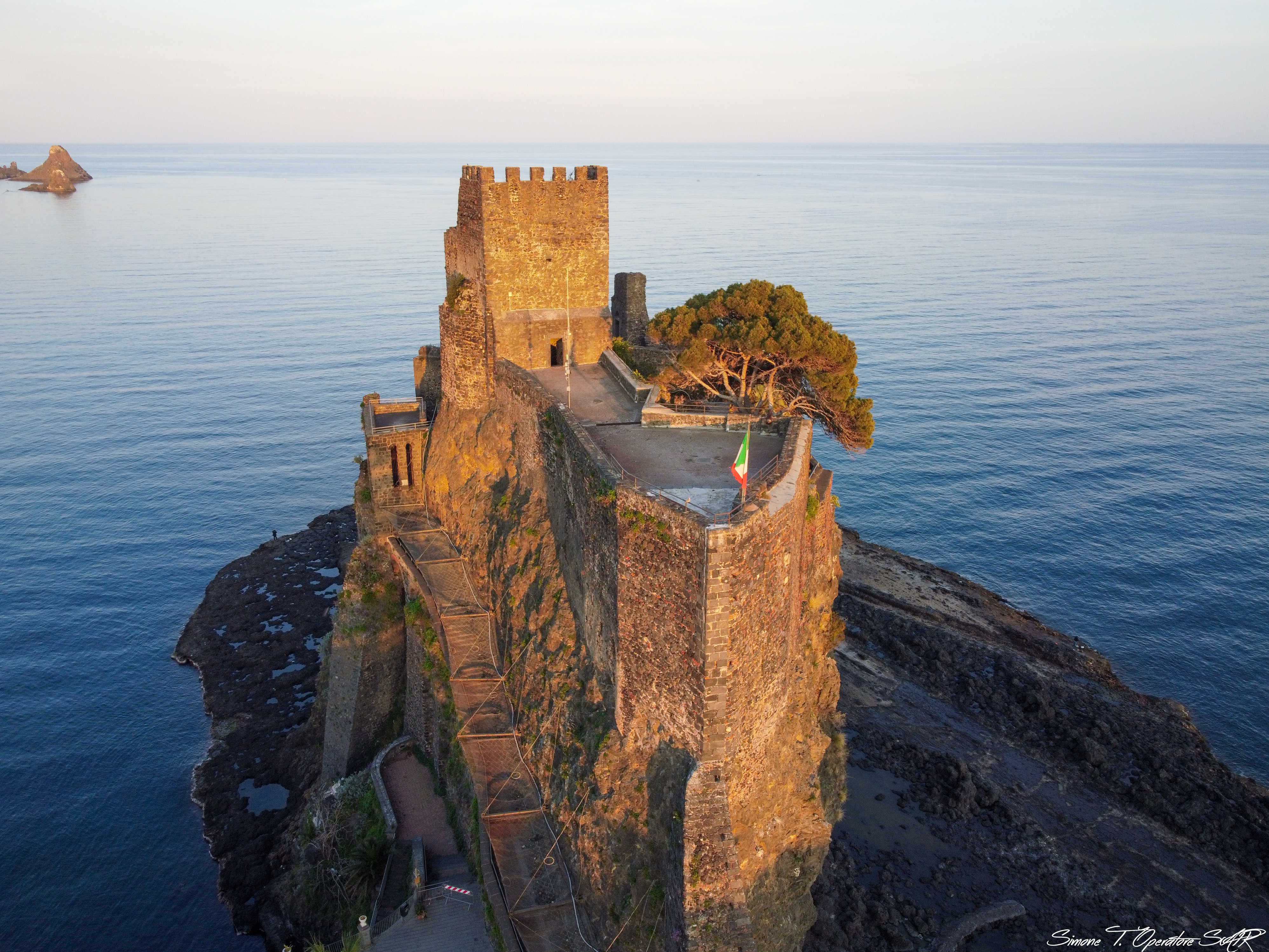
Kasteel van Aci Castello: inzet van de Zeeslag bij Catania

De ene partij was het koninkrijk Sicilië, ook Trinacria genoemd en onderdeel van de Kroon van Aragon, dat onder bestuur was van koning Frederik III, met veldheer Artale I Alagona, graaf van Mistretta. De andere partij was het koninkrijk Napels onder bestuur van koning Lodewijk I van Anjou met zijn maarschalk Niccolò Acciaiuoli, een machtige bondgenoot uit Florence. Sicilië won de Zeeslag van Ognina.
Deze zeeslag was een onderdeel van de Negentigjarige Oorlog (1282-1372) tussen Sicilië en Napels die met de Siciliaanse Vespers (1282) begonnen was. Een decennium voor de zeeslag was er weliswaar een vredesverdrag gesloten, namelijk de Vrede van Catania (1347). Doch de edelen op Sicilië bevochten elkaar opnieuw en vochten zowel tegen als met de invallende Napolitanen. Deze laatsten profiteerden ervan grote delen van Sicilië in te palmen.

## Verloop
Zo kwam het dat in deze chaos Niccolò Cesareo, gouverneur van Messina, de hulp inriep van de Napolitanen. Maarschalk Acciaiuoli kwam met vijf galeien ter hulp. Hij voer langs de kust vanuit Messina zuidwaarts terwijl Cesareo parallel te land zuidwaarts trok richting Catania. Cesareo’s troepen plunderden ten noorden van Catania. Zij veroverden het kasteel van Aci in de huidige gemeente Aci Castello. Het kasteel was eigendom van graaf Artale I Alagona, de rivaal van Niccolò Cesareo. 
Als reactie voer graaf Artale I Alagona uit met vijf galeien uit de haven van Catania. Ter hoogte van Ognina bevochten de tien galeien elkaar. De Sicilianen konden twee Napolitaanse schepen tot zinken brengen. Een derde konden ze enteren. De laatste twee Napolitaanse galeien gingen op de vlucht. Artale I Alagona heroverde zijn kasteel Aci.

## Betekenis
In de chaos na de Vrede van Catania was de Zeeslag bij Catania een keerpunt. Het krijgsgewoel op Sicilië keerde voor de eerste maal ten nadele van het Huis Anjou-Sicilië in Napels.